# Diocese de Nezahualcóyotl
A Diocese de Nezahualcóyotl (em latim: Dioecesis Netzahualcoyotlensis) é uma diocese da Igreja Católica localizada no município de Nezahualcóyotl, no estado do México, pertencente a Arquidiocese de Tlalnepantla no México. Foi fundada em 5 de fevereiro de 1979 pelo Papa João Paulo II. Com uma população católica de 1.429.000 habitantes, sendo 69,2% da população total, possui 90 paróquias com dados de 2021.

## História
Em 5 de fevereiro de 1979 o Papa João Paulo II cria a Diocese de Nezahualcóyotl através do território da Diocese de Texcoco. Em 1989 a Diocese de Nezahualcóyotl tem sua província eclesiástica alterada, passando da Cidade do México para Tlalnepantla. Em 2003 a diocese perde território para a formação da Diocese de Valle de Chalco.

## Prelados
A seguir uma lista de bispos desde a criação da diocese em 1979.
|        | Nome                          | Período      | Notas                         |
| Bispos | Bispos                        | Bispos       | Bispos                        |
| ------ | ----------------------------- | ------------ | ----------------------------- |
| 4º     | Héctor Luis Morales Sánchez   | 2011 - atual |                               |
| 3º     | Carlos Garfias Merlos         | 2003 - 2010  | Nomeado arcebispo de Acapulco |
| 2º     | José María Hernández González | 1989 - 2003  |                               |
| 1º     | José Melgoza Osorio           | 1979 - 1989  |                               |